# Victor Heras
Víctor Heras (Madrid, España, 30 de julio de 1999) es un emprendedor y escritor español. Es el fundador de PostMe, una agencia de marketing, y autor del libro 500.000 seguidores en 5 meses.

## Primeros años y educación
Víctor Heras creció en Madrid, donde completó sus estudios de bachillerato. Comenzó sus estudios universitarios de Física en la Universidad Nacional de Educación a Distancia (UNED), pero los abandonó en segundo año.
Trabajó revendiendo componentes informáticos, como entrenador personal, socorrista y repartidor de pizzas. Más tarde, a los 19 años, se convirtió en profesor de bachata.

## Carrera
Durante la pandemia de COVID-19 en marzo de 2020, tras perder sus ingresos bailando, Heras fundó PostMe, una agencia de marketing. Su primer cliente fue la pizzería donde anteriormente había trabajado como repartidor.

## Libros publicados
En marzo de 2023, publicó su primer libro, 500.000 seguidores en 5 meses, en el que detalla su metodología para el crecimiento en redes sociales.